# Colonial Office

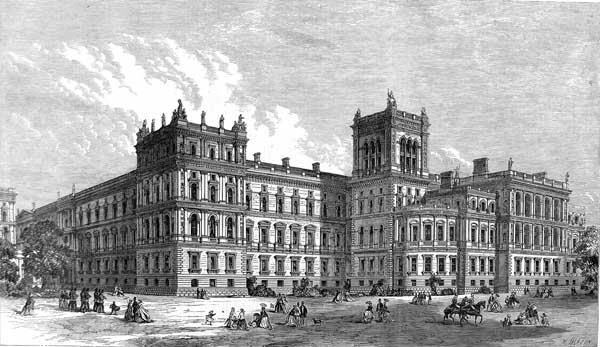
El edificio del Foreign and Commonwealth Office en 1866. En aquel entonces lo ocupaba cuatro ministerios: el Ministerio de Asuntos Exteriores, el ministerio de la India, el ministerio del Interior y el ministerio de las Colonias.

La Colonial Office (Ministerio de las Colonias en español) fue un ministerio de Gran Bretaña y después del Reino Unido, creado por primera vez para hacer frente a los asuntos coloniales de la Norteamérica británica, pero también para supervisar el creciente número de colonias del Imperio británico.
Fue encabezada por el Secretario de Estado para las Colonias, conocido como el ministro de Ultramar.

## PrimerGabinete Colonial (1768-1782)
Antes de 1768, la responsabilidad de los asuntos de las colonias británicas era parte de los deberes del Secretario de Estado para el Departamento del Sur y un comité de la Consejo Privado conocido como Board of Trade and Plantations.
En 1768 el separado Departamento Americano o colonial se estableció, con el fin de hacer frente a los asuntos coloniales en América del Norte Británica. Con la pérdida de las colonias de América, sin embargo, el departamento fue abolido en 1782. La responsabilidad de las colonias restantes se dio al Ministerio del Interior, y posteriormente (1801) transferido al Ministerio de Guerra.

## SegundoGabinete Colonial (1854-1966)
En 1801 la War Office fue rebautizada como la War and Colonial Office bajo la dirección del Secretary of State for War and the Colonies para reflejar la creciente importancia de las colonias. En 1825, un nuevo puesto de Subsecretario Permanente para las Colonias fue creado dentro de esta oficina.
En 1854, esta oficina se dividió en dos y una nueva oficina colonial fue creado para ocuparse específicamente de las necesidades de las colonias y asignado a la Secretario de Estado para las Colonias. El Gabinete Colonial no tenía la responsabilidad de todas las posesiones británicas en el extranjero.  Posesiones británicas en la India y algunas otras áreas cercanas se encontraban bajo la autoridad del India Office, protectorados y ciertas informales y otras áreas (especialmente Egipto) se encontraban bajo la autoridad del Ministerio de Relaciones Exteriores. En 1907 fue creada la División de Dominio de la Oficina Colonial, y a partir de 1925  Secretarios de Estado para Asuntos de Dominio fueron nombrados. Después de la independencia de la India en 1947, la Oficina de Dominio se fusionó con la India Office para formar la Commonwealth Relations Office.
En 1966, la Oficina Estatal de Relaciones reapareció con la Oficina Colonial, formando la Commonwealth Office. Dos años más tarde, este departamento se estaba fusionado en el Ministerio de Relaciones Exteriores, estableciendo la moderna Foreign and Commonwealth Office.